# 伊藤英一

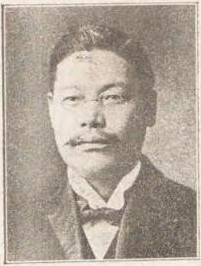
伊藤英一

伊藤 英一（いとう えいいち、1864年3月15日（元治元年2月18日） - 1943年（昭和18年）1月7日）は、日本の政治家。衆議院議員（1期）。

## 経歴
播磨国、現在の兵庫県姫路市飾磨区出身。漢学と数学を学び、農業を営む。印南郡伊保村（現在の高砂市）長、加古郡高砂町（現在の高砂市）長、印南郡参事会員、兵庫県会議員となる。
1912年の第11回衆議院議員総選挙において兵庫県郡部から立憲国民党公認で立候補して当選した。衆議院議員を1期務め、1915年の第12回衆議院議員総選挙には立候補しなかった。1943年に死去した。